# ヨシプ・ストルチェル＝スラヴェンスキ

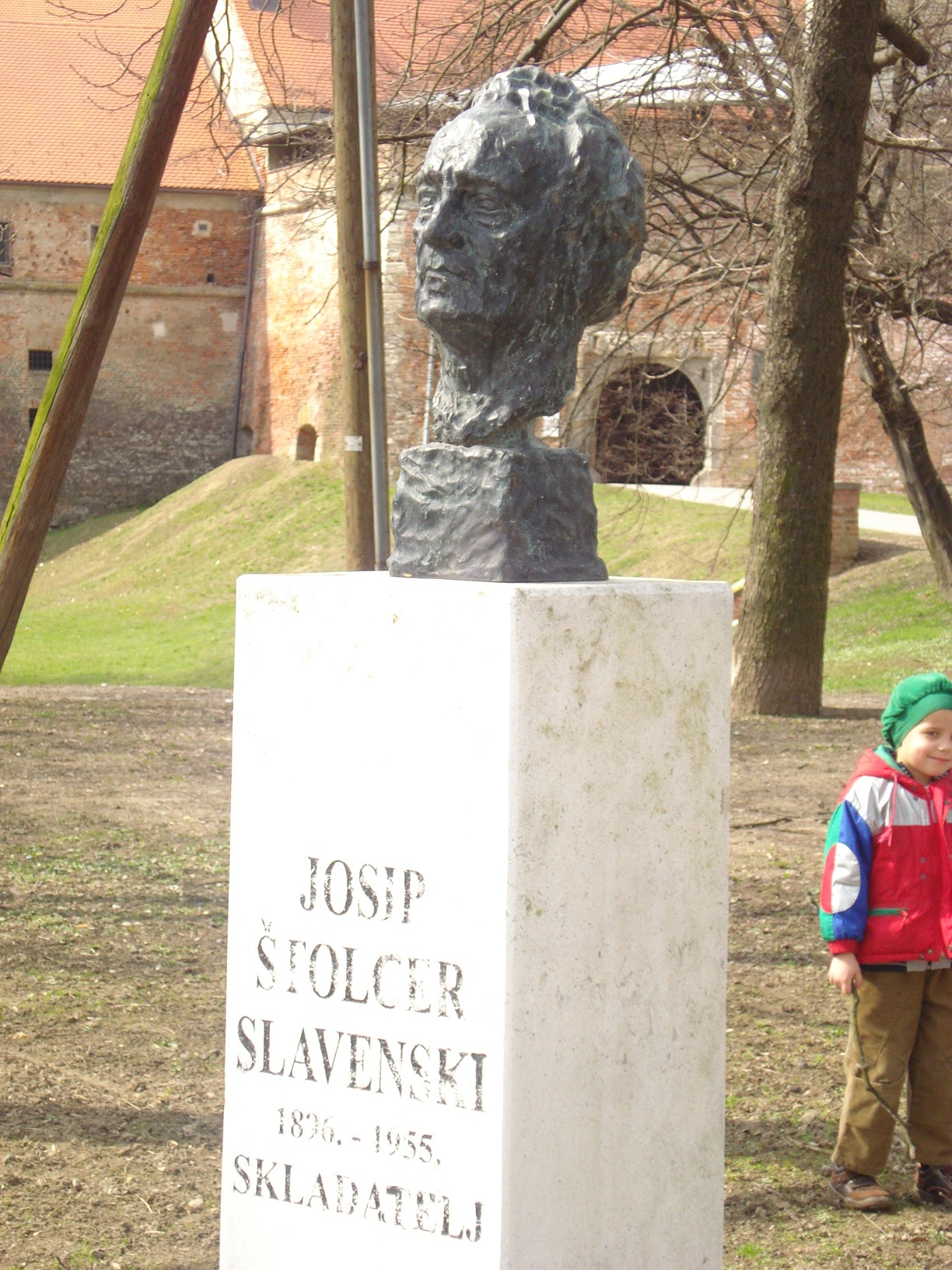
ストルチェル＝スラヴェンスキの碑

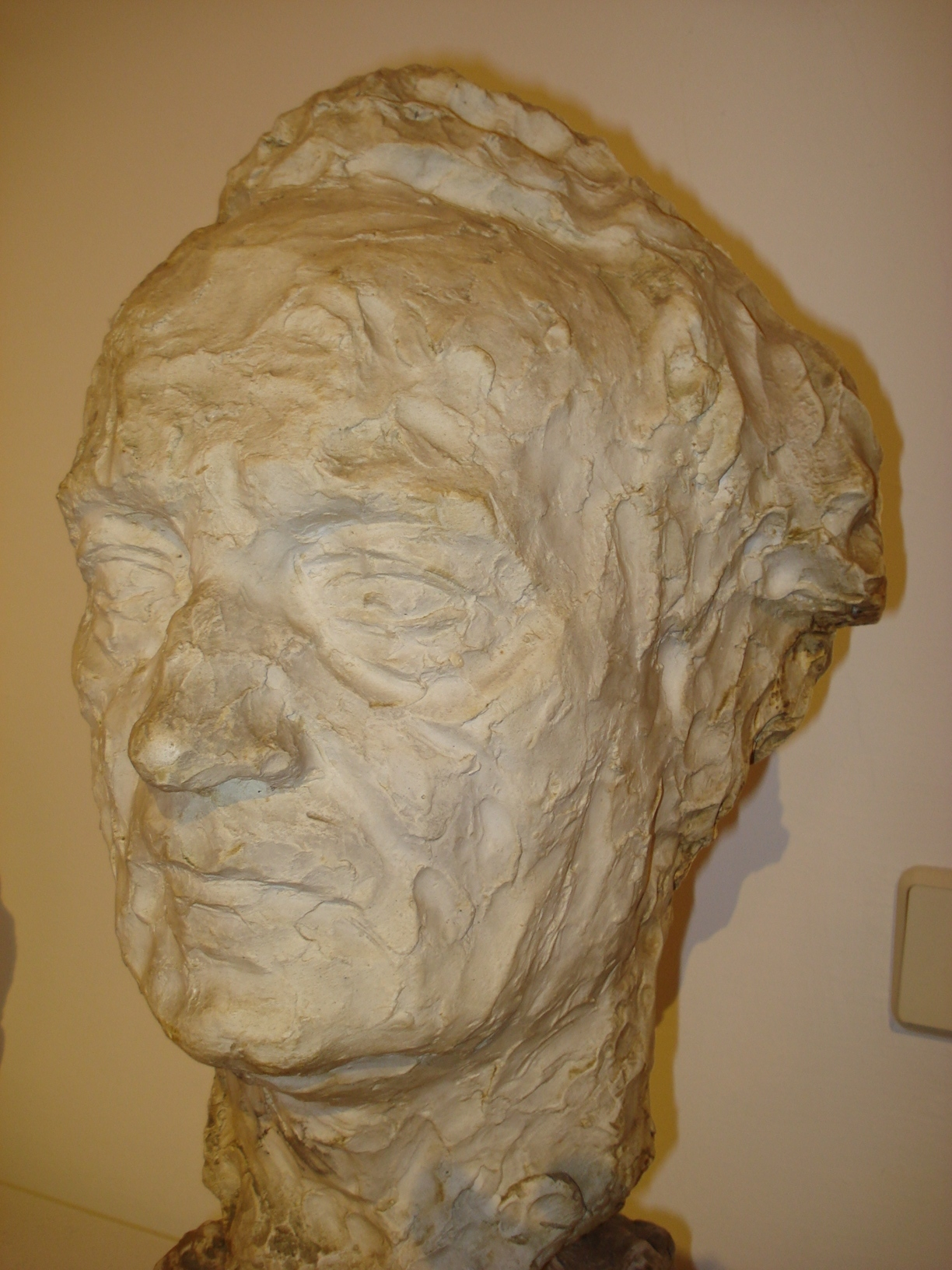
ストルチェル＝スラヴェンスキの彫像

ヨシプ・ストルチェル・スラヴェンスキ（Josip Štolcer-Slavenski、1896年5月11日 - 1955年11月30日）は、クロアチアの作曲家。
オーストリア＝ハンガリー帝国統治下のチャコヴェツで生まれる。ブダペストでコダーイ・ゾルターンに、プラハでヴィーチェスラフ・ノヴァークに師事し、その後、フランスのパリに留学した。1923年にザグレブで音楽教師となったが、1924年にベオグラードに移住した。ヤコヴ・ゴトヴァツとともにクロアチアの伝統音楽の影響を強く受け、国民楽派の作曲家とみなされている。
代表作には「オリエンタル交響曲」「バルカノフォニア」がある。そのほかにピアノ協奏曲、ヴァイオリン・ソナタ、弦楽四重奏曲、合唱曲、歌曲がある。